# Prostějov (klein district)
Správní obvod obce s rozšířenou působností Prostějov (Nederlands: Administratief district van de gemeente met uitgebreide bevoegdheid Prostějov, afgekort SO ORP Prostějov) is een van de twee administratieve districten van gemeenten met uitgebreide bevoegdheid (správní obvody rozšířené působnosti obcí) in het Tsjechische district Prostějov in de regio Olomouc. Het administratief district is in 2003 opgericht en binnen het district vallen 75 gemeenten. De steden Prostějov en Němčice nad Hanou zijn de gemeenten met bevoegd gemeentebestuur (obce s pověřeným obecním úřadem).

## Lijst van gemeente
De obce (gemeenten) in de SO ORP Prostějov. De vetgedrukte plaatsen hebben stadsrechten. De cursieve plaatsen zijn steden zonder stadsrechten (zie: vlek).
Alojzov - Bedihošť - Bílovice-Lutotín - Biskupice - Bousín - Brodek u Prostějova - Buková - Čehovice - Čechy pod Kosířem - Čelčice - Čelechovice na Hané - Dětkovice - Dobrochov - Dobromilice - Doloplazy - Drahany - Držovice - Dřevnovice - Hluchov - Hradčany-Kobeřice - Hrdibořice - Hrubčice - Hruška - Ivaň - Klenovice na Hané - Klopotovice - Kostelec na Hané - Koválovice-Osíčany - Kralice na Hané - Krumsín - Laškov - Lešany - Malé Hradisko - Mořice - Mostkovice - Myslejovice - Němčice nad Hanou - Nezamyslice - Niva - Obědkovice - Ohrozim - Olšany u Prostějova - Ondratice - Otaslavice - Otinoves - Pavlovice u Kojetína - Pěnčín - Pivín - Plumlov - Prostějov - Prostějovičky - Protivanov - Ptení - Rozstání - Seloutky - Skalka - Slatinky - Smržice - Srbce - Stařechovice - Stínava - Tištín - Tvorovice - Určice - Víceměřice - Vícov - Vincencov - Vitčice - Vranovice-Kelčice - Vrbátky - Vrchoslavice - Vřesovice - Výšovice - Zdětín - Želeč